# チズムル島

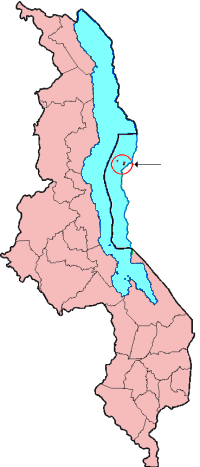
チズムル島（左側）とリコマ島（右側）の場所

チズムル島（チズムルとう、Chizumulu Island）は、マラウイ北部州のリコマ県に属する、マラウイ湖に浮かぶ島である。リコマ県は2つの島からなり、このうちの小さいほうがチズムル島、大きいほうがリコマ島である。

## 概要
チズムル島はモザンビークからわずか数キロメートルの場所に位置し、周囲は完全にモザンビークの領海に囲まれていることから、マラウイの飛び領土となっている。これは、イギリスがマラウイを1891年にニヤサランドとして保護領化する際に、モザンビークを植民地化していたポルトガルと所有権をめぐる議論を行った際、マラウイで熱心に布教活動を行っていた聖公会の宣教師がリコマ島に教会を建設していたことが実効支配の根拠となり、両島がニヤサランドに編入されたことに由来する。
この島には現在約4,000人の人口があり、リコマ島と同様に食糧の大部分をマラウイ本土からの輸送に依存している。この島では、電気は午前6時から12時までと、14時から22時までの間しか使用できない。また、島内には道路も存在しないが、島内にはうまく張り巡らされた小道があるため、景色を楽しみつつ島の外周を3時間程度で歩いて回ることが可能である。
チズムル島は、2つの大きな丘と北部の平坦な土地で構成されている。丘の斜面の下のほうは大部分がキャッサバの農園となっており、上のほうは森林に覆われている。また、島内にはバオバブの木が数多く生育している。

## 交通
チズムル島へ行くには、マラウイ本土のカタベイから蒸気船に乗る方法がある。また、チズムル島とリコマ島間の行き来には、ダウ船を含む小型の船が利用されている。